# Grimmen
Grimmen (pronunciación en alemán: /ˈɡʁɪmən/ⓘ) es una pequeña ciudad en el nordeste de Alemania, en el distrito Pomerania Occidental-Rügen, del estado Mecklemburgo-Pomerania Occidental. Actualmente tiene alrededor de 10.900 habitantes.